# Consonne fricative alvéolaire voisée
Cette page contient des caractères spéciaux ou non latins. S’ils s’affichent mal (▯, ?, etc.), consultez la page d’aide Unicode.
La consonne fricative alvéolaire voisée est un son consonantique très fréquent dans de nombreuses langues parlées. Le symbole dans l’alphabet phonétique international est [z]. Ce symbole est celui de la lettre latine Z minuscule.
Dans certaines langues, il peut être syllabique, [z̩], comme en chinois ; palatalisé, [zʲ], comme en slave (on parle alors de consonne mouillée).

## Caractéristiques
Voici les caractéristiques de la consonne fricative aléolaire voisée :
- Son mode d'articulation est fricatif, ce qui signifie qu’elle est produite en contractant l'air à travers une voie étroite au point d’articulation, causant de la turbulence.
- Son point d'articulation est alvéolaire, ce qui signifie qu'elle est articulée avec soit la pointe (apical) soit la lame (laminal) de la langue contre la crête alvéolaire.
- Sa phonation est voisée, ce qui signifie que les cordes vocales vibrent lors de l’articulation.
- C'est une consonne orale, ce qui signifie que l'air ne s’échappe que par la bouche.
- C'est une consonne centrale, ce qui signifie qu’elle est produite en laissant l'air passer au-dessus du milieu de la langue, plutôt que par les côtés.
- Son mécanisme de courant d'air est égressif pulmonaire, ce qui signifie qu'elle est articulée en poussant l'air par les poumons et à travers le chenal vocatoire, plutôt que par la glotte ou la bouche.

## En français
Le [z] français n’est pas une consonne alvéolaire, mais dentale. Pour marquer la différence, le symbole [z̪] avec un diacritique supplémentaire est utilisé. Il s'écrit s entre voyelles ou z, généralement dans les mots empruntés au grec.
Exemples de prononciation du [z] en français : rose, hasard, zoo, vizir.

## Autres langues
L'italien possède le [z], par exemple dans les mots rosa, asma et sbavare.
Le latin, comme certaines autres langues indo-européennes, ne possédait pas le son [z], et la présence d'un [s] entre voyelles qui ne pouvait se voiser a conduit au rhotacisme.
En allemand, le s se prononce [z] en début de mot lorsqu'il est suivi d'une voyelle : sie, sowie, etc.

## Sources
1. ↑  Kristoffer Nyrop (trad. Emmanuel Philipot), Manuel phonétique du français parlé, Copenhague, Der Nordiske Forlag, 1902, 2e éd. (lire en ligne), p. 18